# Changchengornis
Changchengornis é um gênero de ave primitiva da família Confuciusornithidae, do período Cretáceo Inferior. Os restos fósseis foram encontrados na formação Chaomidianzi, província de Liaoning, nordeste da China, e datados em 125 milhões de anos.